# ليزا ج. وايت
ليزا ج. وايت (بالإنجليزية: Lisa J. White)‏ هي مترجمة وأستاذة أمريكية للغة العربية.
ولدت وايت في فيلادلفيا، وحصلت على درجة البكالوريوس في الآداب من جامعة ولاية بنسلفانيا، ثم على درجة الماجستير في الآداب من جامعة هارفارد. تعمل أستاذة للغة العربية بالجامعة الأمريكية في القاهرة.
حصلت ليزا ج. وايت على جائزة أركنساس للترجمة العربية عن ترجمتها لكتاب ترانيم في ظل تمارا للكاتب المصري محمد عفيفي من العربية إلى الإنجليزية.